# Martin E. Green
Martin Edwin Green (3 juni 181 – 27 juni 1863) was een Zuidelijke brigadegeneraal tijdens de Amerikaanse Burgeroorlog. Hij stond aan de wieg van de Missouri State Guard in no Missouri.

## Vroege jaren
Green werd geboren in Fauquier County, Virginia. In 1836 verhuisde hij samen met zijn jonge bruid naar Lewis County, Missouri. Daar bouwde hij samen met zijn broers een houtzagerij. Hij ging in de politiek voor de Democratische partij en werd verkozen tot rechter in Lewis County. Zijn broer was de senator voor Missouri James S. Green.

## De Amerikaanse Burgeroorlog
Bij het uitbreken van de oorlog in 1861 was Green een van de prominente voorstanders voor het afscheuren van Missouri. Na een rel op 4 juli in Canton, Missouri riep Green voorstanders van de Zuidelijke confederatie naar een trainingskamp bij de Fabius. Daar richtte hij de Missouri State Guard op. Green stelde een cavalerieregiment samen. Joseph C. Porter werd benoemd tot luitenant-kolonel.
Green nam het initiatief in handen en probeerde zijn Noordelijke tegenhanger onder leiding van David Moore ter verjagen. Greens grotere strijdmacht had ook de beschikking over enkele vuurmonden. Ze vielen de Noordelijken aan bij Athens. Greens soldaten werden echter verjaagd waarbij ze een groot deel van hun uitrusting en alle kanonnen moesten achterlaten.
Green en zijn regiment namen deel aan de gevechten bij Lexington (1861), Pea Ridge (1862), Iuka en Corinth.

## Bevordering en overlijden
Green werd op 21 juli 1862 bevorderd tot brigadegeneraal. Hij voerde het bevel over een brigade van John S. Bowens divisie tijdens het Beleg van Vicksburg. Op 25 juni 1863 raakte hij lichtgewond. Twee dagen later werd hij geraakt door een kogel van een Noordelijke sluipschutter. Hij overleed ter plaatse. Hij werd bijgezet op de Vicksburg Cedar Hill Cemetery, Vicksburg, Mississippi.